# الدوري الأمريكي لكرة القدم (2022)

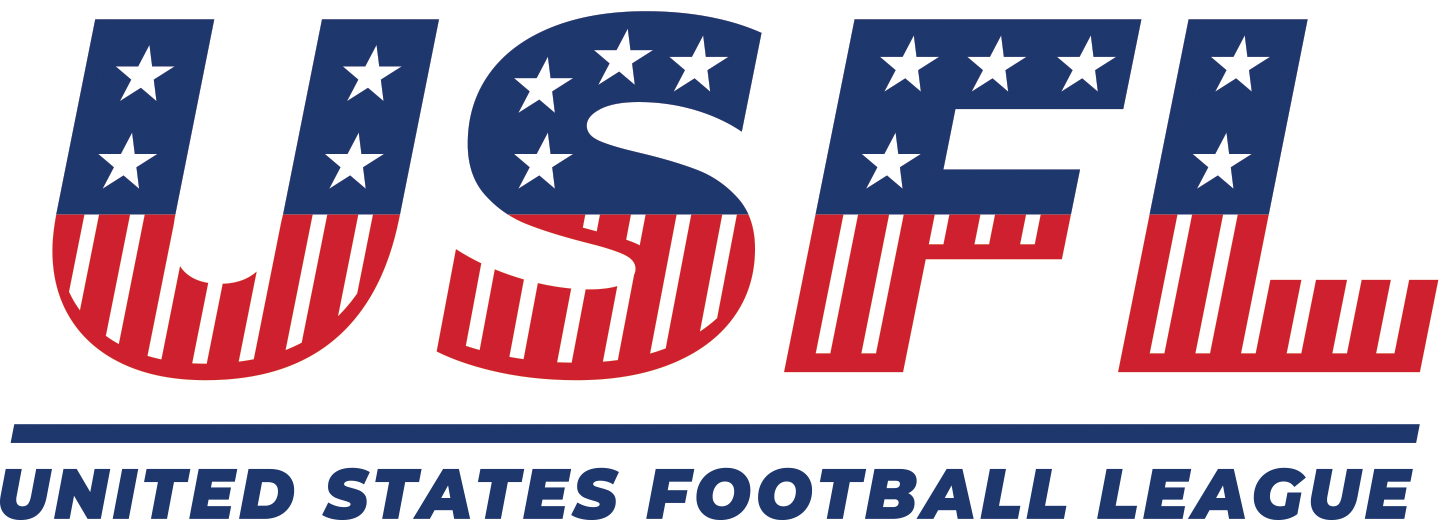
استطاع الدوري الامريكي لكرة القدم ان يجذب العديد من لاعبين اوروبا في السنوات الاخيرة

الدوري الأمريكي لكرة القدم (USFL) هو دوري كرة قدم أمريكي محترف بدأ اللعب في 16 أبريل 2022. وسيُلعب الموسم الافتتاحي 2022 بالكامل في برمنغهام، ألاباما.
على الرغم من أن الدوري يمتلك العلامات التجارية لـ USFL القديم، والذي استمر لمدة ثلاثة مواسم خلال منتصف الثمانينيات، فإن USFL الجديد غير مرتبط رسميًا بهذا الكيان. هذه هي المحاولة الرابعة لإطلاق دوري باستخدام تسمية USFL ، بما في ذلك المحاولات السابقة في عامي 1945 و 2010.

## تاريخ
في 3 يونيو 2021، أُعلن أن اتحاد كرة القدم الأميركي سيعود وسيبدأ موسمه الافتتاحي في أبريل 2022. كما أُعلن أن فوكس مالك الأقلية للدوري.
في 12 أكتوبر 2021، أعلن تاد سنايدر، المدير التنفيذي لهيئة برمنغهام جيفرسون سيفيك، أن الدوري في مناقشات جادة مع مجلس إدارة BJCC حول إمكانية أن يلعب اتحاد كرة القدم الأميركي جميع ألعابه في برمنغهام. ألاباما. وفقًا للمعلومات الأولية، سيتم إيواء لاعبي / طاقم USFL في برمنغهام خلال الموسم بتأثير اقتصادي يقدر بحوالي 15 مليون دولار (47000 ليلة فندقية)، في حين أن الدوري سيلعب موسم الفقاعات في ملعب بروتكت وليجيون فيلد. قد يستمر إعداد «الفقاعة» في السنة الثانية من الدوري، مع ما يصل إلى أربعة فرق تلعب في برمنغهام وما يصل إلى أربعة في مدنهم. ومن المتوقع بعد ذلك أن تلعب الفرق في مدنها بحلول الموسم الثالث.
يتضمن الاقتراح موسمًا لثمانية فرق مدته 10 أسابيع مع جولتين إضافيتين من التصفيات، من 16 أبريل إلى 3 يوليو 2022، مع عمليات البث المقترحة على النحو التالي: 25 ٪ لكل منها على فوكس وNBC و FS1 والولايات المتحدة الأمريكية. في وقت لاحق في 15 ديسمبر 2021، أنهى فوكس وNBC اتفاقهما. بالإضافة إلى البث التلفزيوني، تم الإعلان عن بث بعض الألعاب على بيكوك (مع 17 لعبة يتم بثها في وقت واحد بين NBC والولايات المتحدة الأمريكية، بينما سيتم بث 4 ألعاب أخرى حصريًا على الخدمة المذكورة).
في 17 نوفمبر 2021، أُعلن أن مؤسس أن دوري الربيع، براين وودز، سيكون رئيسًا للدوري، جنبًا إلى جنب مع داريل جونستون، نائب الرئيس التنفيذي لعمليات كرة القدم، ومايك بيريرا رئيسًا للدوري، وإدوارد هارتمان، نائبًا تنفيذيًا رئيس العمليات التجارية.
في 4 يناير 2022، أفادت NBC رياضة أن «اجتماع اختيار اللاعبين» سيعقد في 22 و 23 فبراير لتعيين الفرق. سيبدأ المعسكر التدريبي أيضًا في 21 مارس.
في 6 يناير 2022، كشفت أربعة فرق من ثمانية عن مدربيها ومديريها العامين على The Herd مع كولين كورد،
- تم تعيين مايك رايلي المدير الفني السابق لفريق سان دييغو تشارجرز مدربًا رئيسيًا ومديرًا عامًا لجنرالات نيوجيرسي.
- تم تعيين تود هالي المدرب الرئيسي السابق لمدينة كانساس سيتي تشيفز ومنسق الهجوم في بيتسبرغ ستيلرز، مدربًا رئيسيًا ومديرًا عامًا لقطاع الطرق في تامبا باي.
- تم تعيين جامعة هيوستن السابقة وجامعة تكساس إيه آند إم والمدرب الرئيسي لجامعة أريزونا كيفن سوملين مدربًا رئيسيًا ومديرًا عامًا لفريق هيوستن جامبلرز.
- تم تعيين بارت أندروس مدرب فريق تورنتو الأرجنتيني السابق مدربًا رئيسيًا ومديرًا عامًا لفيلادلفيا ستارز.

بعد أسبوعين في 20 يناير 2022، تم الإعلان عن اثنين من المدربين الرئيسيين.
- تم تعيين سكيب هولتز، المدير الفني السابق لفريق لويزيانا للتكنولوجيا، مدربًا رئيسيًا ومديرًا عامًا لفريق برمنغهام ستاليون.
- تم تعيين مدرب بيتسبرغ ستيلرز السابق للظهور كيربي ويلسون مدربًا رئيسيًا ومديرًا عامًا لفريق بيتسبرغ ماولرز.

تم الإعلان عن آخر مدربين رئيسيين في الأسبوع التالي في 27 يناير 2022.
- تم تعيين جيف فيشر مدربًا رئيسيًا ومديرًا عامًا لفريق ميشيغان بانثرز .
- تم تعيين مدرب سابق لجامعة جنوب ميسيسيبي وجامعة نورث كارولينا ومنسق هجوم جامعة بايلور / مدرب QB لاري فيدورا مدربًا رئيسيًا ومديرًا عامًا لفريق نيو أورليانز بريكرز.

في 25 يناير 2022، أعلنت مدينة برمنغهام أن مقر الدوري سيكون في برمنغهام، وأن جميع مباريات موسم 2022 USFL ستقام على ملعب بروتكت ستاديوم وليجيون فيلد.
لعبت المباراة الأولى في 16 أبريل 2022 بين برمنغهام ستاليون ونيوجيرسي جنرالات في بروتكت ستاديوم. بثت من قبل فوكس وNBC ، اللعبة هي أول لعبة كرة قدم يتم بثها مباشرة عبر شبكات البث منذ الأسبوع الأخير من موسم 2007 NFL العادي عندما تم بث مباراة بين الوطنيون الجدد في إنجلترا وفريق نيويورك جاينتس على CBS وNBC أيضًا كشبكة كبلات NFL. يتم إصدار التذاكر للجمهور بسعر 10 دولارات للفرد؛ يتم قبول الأطفال الذين تبلغ أعمارهم 15 عامًا أو أقل مجانًا.
في 16 فبراير 2022، أعلن الدوري أن تصفيات 2022 ستقام في كانتون، أوهايو، في قاعة توم بنسون للمشاهير بدلاً من برمنغهام بسبب الجدول الزمني المتضارب مع الألعاب العالمية 2022. في اليوم التالي 17 فبراير 2022 كشفت الدوري عن زي موحد لكل فريق. . في اليوم التالي، أعلن الدوري عن مسودة 2022 USFL.

### تواصل USFL في الثمانينيات
لا توجد علاقة قانونية بين الكيان الجديد ومصدر اسمه، NFL الأصلي، الذي استمر من 1983 إلى 1986 وتم حله رسميًا في عام 1990. لا يوجد مدراء من اتحاد كرة القدم الأميركي السابق لديهم ملكية مشتركة للدوري الحالي؛ كان بريان وودز، الذي أطلق سابقًا دوري الخريف التجريبي لكرة القدم ودوري الربيع، في البداية المالك الأساسي للدوري الجديد. بحلول أكتوبر 2021، تم تقليص وودز إلى منصب نائب الرئيس حيث أنشأت فوكس للرياضة شركة فرعية، وهي الرابطة الوطنية للربيع لكرة القدم، لإدارة الدوري. استحوذت دوري الربيع، وبعد ذلك NSFL ، على معظم العلامات التجارية لـ USFL بعد محاولتها الأخيرة لإحيائها، وهي A-11 دوري كرة القدم، وتركتها في حالة سبات بعد إطلاقها الفاشل في عام 2014. USFL الجديد لن يرث القديم. USFL غير مدفوعة الأجر. الالتزامات، ولا عقد البث التلفزيوني؛ بدلاً من ذلك، ستوقع عقدًا جديدًا مع فوكس للرياضة، التي تمتلك بالفعل حقوقًا وحصة في دوري الربيع، ومع NBC الرياضة.
وفقًا لستيف إيرهارت، المدير التنفيذي السابق لـ USFL ، لا يزال يمتلك حقوق الدوري و «USFL لا يزال موجودًا»، بينما صرح أن مسؤولي الدوري لا يزالون يحصلون على شيكات ملكية شهرية. كما ذكر أنه رفض محاولات سابقة لـ «شراء» الدوري «بما في ذلك الأشخاص الذين أسسوا النسخة الأولى من XFL». شرح إيرهارت لاحقًا أنه كان يحاول فقط «حماية تراث الدوري».
في 28 فبراير 2022، رفعت "The Real USFL، LLC" أمام Larry Tsonka (بصفته المدير العام لـ Jacksonville Bulls الأصلية) وتدعي أنها تمثل مصالح أصحاب امتياز USFL السابقين لإيقاف USFL الحالي من استخدام الاسم أو العلامات التجارية المرتبطة بالدوري الأصلي. رداً على ذلك، ادعى محامو الجامعة أن «USFL الجديدة سجلت حقوق الملكية الفكرية الخاصة بها في عام 2011».
في 14 أبريل (قبل يومين من البدء المقرر للموسم العادي الجديد لـ USFL)، نفى القاضي الفيدرالي John F. Walter من المنطقة المركزية في كاليفورنيا أمرًا قضائيًا أوليًا بمنع USFL الجديد من استخدام اسم الدوري الأصلي والعلامات التجارية، مشيرًا إلى أن في حين كان المدعون «من المرجح أن يسودوا» على مطالبتهم بانتهاك العلامة التجارية، فإن «أي ضرر مزعوم» يمكن «تعويضه بسهولة عن طريق التعويضات المالية».

## تتغير القاعدة بشكل فريد إلى USFL
في 23 مارس 2022، أعلن الدوري عن بعض التعديلات على قواعد اتحاد كرة القدم الأميركي، بما في ذلك:
- استراحة لمدة 15 دقيقة (باستثناء USFL Bowl I ، 30 دقيقة).
- ستكون ساعة اللعب 35 ثانية، مع استخدام 25 ثانية للإيقاف الإداري والعقوبات.
- سيكون لدى الفرق ثلاثة خيارات لمحاولة نقطة (نقاط) بعد الهبوط:
  - ركلة بات (أو ركلة السقوط) من خط 15 ياردة (مثل اتحاد كرة القدم الأميركي).
  - تحويل نقطتين من خط ثلاث ياردات (أيضًا مثل NCAA).
  - تحويل من ثلاث نقاط من خط 10 ياردات (مثل XFL في 2001 و 2020، على الرغم من أنه في تلك البطولات، لم يكن هناك خيار لركل PAT.)
- سيتألف العمل الإضافي من فرق تحاول ثلاث محاولات متبادلة من نقطتين؛ كل من لديه أكبر عدد من النقاط بعد المحاولات الثلاث سيكون هو الفائز. إذا استمر التعادل بعد ثلاث محاولات، فإن الوقت الإضافي يصبح موتًا مفاجئًا والمحاولة الناجحة التالية تنهي اللعبة. سيتم استدعاء قرعة العملة من قبل الفريق الزائر؛ يمكن لمن يفوز بالقرعة أن يختار الهجوم أو الدفاع. يمكن استدعاء مهلة واحدة لكل محاولة.
- قدم واحدة للداخل عند المصيد (مثل المدرسة الثانوية وكرة القدم NCAA).
- تمريرتان للأمام من خلف خط المشاجرة تعتبر قانونية؛ تم تقديم هذه القاعدة في الأصل في XFL في عام 2020. سيعني ذلك أيضًا أنه يمكن إعادة تمريرة ضاربة إلى الوسط مرة أخرى.
- قد يتقدم رجل الخط الهجومي إلى أسفل الملعب في تمريرة أمامية لا تتجاوز فيها التمريرة خط المشاجرة.
- ستتم معاقبة التداخل الدفاعي في التمريرة على غرار كرة القدم الجامعية (عقوبة 15 ياردة أو خطأ موضعي إذا كان على بعد 15 ياردة من خط المشاجرة)، ولكن إذا تم تحديد أن اللاعب الدفاعي يتدخل عمدًا في المتلقي، فستكون العقوبة خطأ مماثل لقاعدة اتحاد كرة القدم الأميركي. كما هو الحال في اتحاد كرة القدم الأميركي، لن يتم استدعاء أي خطأ تدخل في التمرير إذا فشلت الكرة في عبور خط المشاجرة.
- سيسمح لكل مدرب بتحدي إعادة واحد لكل مباراة؛ سيخسر مهلة إذا فشل، لكنه يحتفظ بها إذا نجح، بالإضافة إلى تحدٍ آخر. ستتم جميع التحديات ومراجعات إعادة التشغيل في منشآت Fox في لوس أنجلوس. تحديات الإعادة تلقائية في آخر دقيقتين من نصف الوقت الإضافي وكامله، إلى جانب تسجيل المسرحيات والتحولات، كما هو الحال في اتحاد كرة القدم الأميركي.
- ستكون جميع عمليات الإنطلاق من خط 25 ياردة لفريق الركل. لا يجوز لأي عضو في فريق الركل أن يصطف أبعد من ساحة واحدة، بينما يجب أن يكون لدى الفريق المستلم ثمانية لاعبين على الأقل في منطقة الإعداد بين 35 و 45.
- إذا ماتت الركلة الثابتة، فإن الكرة تنتمي إلى الفريق المستلم في ذلك المكان.
- قد لا يتعافى فريق الركل أو يلمس ركلة البداية الخاصة به على بعد 20 ياردة من مكان الركلة.
- يمكن للفريق المتأخر اختيار تنفيذ الركلة الجانبية وفقًا للقواعد القياسية أو، بدلاً من ركلة البداية، محاولة كسب 12 ياردة في لعبة مشاجرة من خط 33 ياردة للهجوم، مما يعكس قاعدة مماثلة مستخدمة في AAF في عام 2019 وكرة القدم التي يتحكم فيها المشجعون عام 2021.
- في الركلات، قد لا يصطف المدفعيون خارج الأرقام ولا يمكن صدهم من فريق مزدوج حتى يتم ركل الكرة.
- ستتوقف الساعة للهبوط الأول بعد التحذير لمدة دقيقتين في الربعين الثاني والرابع، على غرار قاعدة التجسد السابق للدوري المستخدم.
- لن يكون هناك طاقم سلسلة. بدلاً من ذلك، سيتم إدخال شريحة صغيرة في كل كرة قدم وستستخدم تقنية خاصة مشابهة لإحصائيات الجيل التالي من اتحاد كرة القدم الأميركي لتحديد موقع الكرة. (يلاحظ Profootballtalk.com أن التكنولوجيا لن تكون أكثر دقة من طاقم السلسلة التقليدية كما تدعي USFL ، لأن التكنولوجيا بها هامش خطأ يقترب من الطول الكامل لكرة القدم.)

## مالية الدوري
تمتلك فوكس سبورتس الدوري وقد رصدت ما بين 150 مليون دولار و 200 مليون دولار على مدى ثلاث سنوات لعملياتها، مع خطط لجذب 250 مليون دولار إضافية من المستثمرين. بالنسبة لموسم 2022، ستباع التذاكر بسعر 10 دولارات للفرد، مع الأطفال الذين تبلغ أعمارهم 15 عامًا أو أقل مجانًا.

### القمار
في 3 مارس 2022، أعلن الدوري أن 15 ولاية وافقت على المراهنة القانونية والمنظمة على ألعاب USFL.

### تعويضات اللاعبين
سيتمكن اللاعبون والموظفون في USFL من الحصول على شهادة جامعية «خالية من الرسوم الدراسية وخالية من الديون»، من خلال شراكة مع جامعات هادفة للربح للتعليم الاستراتيجي وجامعة كابيلا وجامعة ستراير . سيكونون قادرين على أخذ دروس عبر الإنترنت أو شخصيًا.
سيكون هيكل رواتب اللاعب 45000 دولار للاعبين النشطين، و 15000 دولار للاعبي الفريق التدريبي، و 600 دولار أسبوعيًا خلال المعسكر التدريبي. سيحصل اللاعبون أيضًا على مكافآت ربح قدرها 850 دولارًا لكل فوز و 10000 دولار للفوز بالبطولة. سيُطلب من اللاعبين دفع الإيجار الخاص بهم، بينما يقدم الدوري سعر فندق مخفضًا بتكلفة 75 دولارًا للغرفة في اليوم، مع خيار للاعبين لمشاركة الغرفة.

## فرق
وأعلن الدوري أن موسم 2022 سيقام «بثمانية فرق على الأقل». بالإضافة إلى الحصول على حقوق اسم وشعار USFL ، حصل الدوري الجديد على حقوق أسماء فرق الدوري السابقة المذكورة أعلاه بما في ذلك Los Angeles Express و Chicago Blitz و Tampa Bay Bandits و Houston Gamblers والمزيد. بالإضافة إلى ذلك، تعود ملكية حقوق الجنرالات إلى The Spring League ، وهي كيان آخر تابع لشركة ودز. منذ إعلانها الأصلي، اشترت USFL المزيد من العلامات التجارية بما في ذلك أسماء الفرق الجديدة مثل Birmingham Stallions ، و Jacksonville Bulls ، و Portland Breakers ، والاختلافات في العلامات التجارية الموجودة بالفعل.
تم الإعلان عن ثمانية فرق في 22 نوفمبر 2021. سيكون لكل فريق من الفرق الثمانية قائمة نشطة مكونة من 38 لاعبًا و 7 أفراد.